# ボーデン・パーカー・ボウン
ボーデン・パーカー・ボウン（Borden Parker Bowne, 1847年1月14日、ニュージャージー州レオナードヴィル近郊 -1910年4月1日、ボストン）は、アメリカのキリスト教哲学者、メソジスト派神学者。1876年にボストン大学の哲学教授に就任し、30年以上同大学で教鞭をとった。後年、同大学大学院長を務めた。ボウンは実証主義と自然主義に対する厳しい批判者であった。自らの立場として、カント化されたバークレー主義、超越論的経験主義、また最終的には自由神学の哲学理論である人格主義を名乗った。ボウンはこの人格主義の代表的論者であり、その思想はときにボストン人格主義と呼ばれ、ジョージ・ホームズ・ホウィソンのカリフォルニア人格主義と対比された。ボウンの最高傑作『形而上学（Metaphysics）』は1882年に上梓された。ボウンはヘルマン・ロッツェに大きな影響を受けている。

## 後世への影響
ボウンは哲学に様々な仕方で影響を与えた。例えば、ボウンに発する人格主義の直接的な系譜は、教え子であるエドガー・シェフィールド・ブライトマン（1884～1954年）、ブライトマンの弟子ピーター・アンソニー・ベルトッチ（1910～1989年）、そしてベルトッチの弟子トマス・O・ブフォード（1932年～）まで辿ることができる。
また、より一般的にはマーティン・ルーサー・キング・ジュニアに対する思想的影響関係が見られる。キングはボストン大学で学んでおり、著書『自由への大いなる歩み（Stride toward Freedom）』では、彼が「全人類の人格が有する尊厳と価値の形而上学的基盤」をボウンから得たと述べている。
ボウンは1906年から1909年の間に9度ノーベル文学賞にノミネートされた。そのうちの一度は自身の姉妹からの推薦であった。

## 著作
- The Philosophy of Herbert Spencer (New York, 1874).
- Studies in Theism (New York, 1882).
- Metaphysics: A Study in First Principles (New York, 1882; revised ed., 1898).
- Introduction to Psychological Theory (New York, 1886).
- Philosophy of Theism (New York, 1887; revised ed. 1902).
- The Principles of Ethics (New York, 1892).
- Theory of Thought and Knowledge (New York, 1899).
- The Christian Revelation (Cincinnati, 1898).
- The Christian Life (Cincinnati, 1899).
- The Atonement (Cincinnati, 1900).
- The Immanence of God (Boston, 1905).
- Personalism (Boston, 1908).
- Studies in Christianity (1909).
- A Man’s View of Woman Suffrage (Boston, 1910).
- The Essence of Religion (Boston, 1910).
- Kant and Spencer: A Critical Exposition (Boston, 1912).